# Europejskie Igrzyska Halowe w Lekkoatletyce 1968 – bieg na 3000 m mężczyzn
Bieg na 3000 metrów mężczyzn – jedna z konkurencji biegowych rozgrywanych podczas lekkoatletycznych europejskich igrzysk halowych w hali Palacio de Deportes w Madrycie. Rozegrano od razu bieg finałowy 10 marca 1968. Zwyciężył reprezentant Związku Radzieckiego Wiktor Kudinski. Tytułu z poprzednich igrzysk nie bronił Werner Girke z RFN.

## Rezultaty

### Finał
Rozegrano od razu bieg finałowy, w którym wzięło udział 7 biegaczy.

Opracowano na podstawie materiału źródłowego.
| Miejsce | Zawodnik         | Czas    |
| ------- | ---------------- | ------- |
| 1       | Wiktor Kudinski  | 8:10,22 |
| 2       | Bernd Dießner    | 8:11,0  |
| 3       | Wolfgang Zur     | 8:11,8  |
| 4       | Werner Schneiter | 8:12,8  |
| 5       | Dane Korica      | 8:15,4  |
| 6       | Miroslav Jůza    | 8:19,4  |
| 7       | Arne Risa        | 8:25,0  |